# Моніка Гейзі
Моніка Гейзі (англ. Monica Heisey) — канадська письменниця, сценаристка та комікеса, яка мешкає в Лондоні. Писала для Schitt's Creek, Baroness von Sketch Show та Workin' Moms, а також створила комедійний серіал Sky Comedy «Smothered». Її перший роман «Зі мною насправді ВСЕ ДОБРЕ!» вийшов 2023 року.

## Дитинство та освіта
Гейзі народилася та виросла у Торонто, Канада. У неї є сестра-близнючка та молодша сестра; її батько був юристом, а мати — державною службовицею. 2010 року Гейзі закінчила бакалаврат в Університеті Квінз. Після закінчення навчання переїхала до Лондона, Англія, де здобула ступінь магістра з літератури раннього Нового часу в Королівському коледжі.

## Кар'єра
Гейзі писала для численних телевізійних шоу, зокрема «Шиттс Крік» та «Workin' Moms». Її перша посада сценаристки була на «Шоу баронеси фон Скетч», за яке вона чотири рази отримувала премію Канадської кінопремії.
Статті Гейзі публікували у Vogue, Elle, Glamour та The New Yorker. Її перша книжка, збірка есеїв, «Не можу повірити, що все ще так погано: жіночий путівник з виживання в реальному житті» вийшла 2015 року. Книжка основана на її колонці з порадами в блозі «Вона робить це місто». Вона опублікувала свій перший художній роман «Зі мною насправді ВСЕ ДОБРЕ!» 2023 року. Натхненням для неї стало власне розлучення у 28 років та відсутність такого досвіду в масовій культурі. Книжка була створена упродовж 2020 року та вже стала основою для майбутнього телесеріалу. Газета The Times назвала книжку найкращим популярним романом 2023 року.
Гейзі працює в Лондоні, Англія, з 2019 року.

## Переклади українською
2025 року у «Видавництві Старого Лева» вийшов український переклад роману «Зі мною насправді ВСЕ ДОБРЕ!». Перекладачка — Лілія Александронець.

## Зовнішні посилання
- Моніка Гейзі на сайті IMDb (англ.)